# Nepomuceno (Minas Gerais)
Nepomuceno is een gemeente in de Braziliaanse deelstaat Minas Gerais. De gemeente telt 25.152 inwoners (schatting 2009).